# Prima guerra d'indipendenza scozzese
La prima guerra d'indipendenza scozzese fu il capitolo iniziale di una serie di combattimenti tra le forze inglesi e scozzesi che iniziarono nel 1296 e terminarono con la restaurazione scozzese de jure del Trattato di Edimburgo-Northampton nel 1328. De facto l'indipendenza venne raggiunta già dal 1314 con la Battaglia di Bannockburn. L'Inghilterra tentò di espandere la propria autorità sulla Scozia mentre gli scozzesi cercarono di combattere il governo inglese e la sua autorità in Scozia.
Il termine di "guerra d'indipendenza" non venne utilizzato all'epoca, ma è frutto della storiografia posteriore.

## Antefatto
Quando re Alessandro III governava la Scozia, il suo regno era visto come un periodo di pace e stabilità economica. Il 19 marzo 1286, ad ogni modo, Alessandro morì cadendo dal suo cavallo. L'erede al trono fu la nipote di Alessandro, Margherita di Scozia. Dal momento che questa era appena una bambina e perlopiù non si trovava in Scozia, i lord scozzesi costituirono un governo di tutela. Margherita si ammalò nel viaggio verso la Scozia e morì nelle Orcadi il 26 settembre 1290. La mancanza di un erede chiaro al trono, portò ad una guerra interna con molte famiglie che iniziarono a pretendere il trono.
Con la Scozia in aperta guerra civile, re Edoardo I d'Inghilterra venne chiamato dai nobili scozzesi ad arbitrare la situazione. Prima che ogni azione potesse ad ogni modo avere inizio, egli insistette per farsi proclamare signore supremo delle terre di Scozia. Già nel novembre del 1292, instaurò un grande tribunale feudale nel castello di Berwick-upon-Tweed, e prescelse John Balliol quale legittimo sovrano, dal momento che questi aveva le motivazioni legali più forti.
Edoardo chiese quindi a re John Balliol comunque di prestare fedeltà alla corona inglese e come tale è facile intuire che John fu un re debole. Quando però John si rifiutò di porre il proprio omaggio feudale all'Inghilterra nel marzo del 1296, già con la fine del mese Edoardo invase Berwick-upon-Tweed, saccheggiando i villaggi al confine con la Scozia. Nell'aprile di quello stesso anno, gli scozzesi vennero sconfitti nella Battaglia di Dunbar ad East Lothian e dal luglio di quell'anno, Edoardo costrinse John ad abdicare. Edoardo istruì dunque i suoi ufficiali perché 1800 nobili scozzesi gli porgessero formalmente omaggio (molti di questi erano in realtà prigionieri di guerra all'epoca).

## Andrew de Moray e William Wallace

### L'ascesa di de Moray e Wallace
In tutta la Scozia vi era uno scontento generale e i disordini aumentarono col potere esercitato dalla Corona inglese, come pure vi furono atti di defezione tra gli ufficiali inglesi. Nel 1297, le campagne si rivoltarono ed Andrew de Moray e William Wallace emersero come primi patrioti scozzesi.
Andrew de Moray era figlio di un proprietario terriero del nord, Sir Andrew de Moray di Petty. Andrew e suo padre vennero entrambi catturati dopo la Battaglia di Dunbar dell'aprile del 1296. Andrew il giovane venne inizialmente tenuto prigioniero presso il Castello di Chester al confine anglo-gallese, prigione da cui comunque riuscì a fuggire durante l'inverno del 1296-97. Tornò quindi al castello di suo padre ad Avoch a nord presso il Moray Firth, dove levò la bandiera del re di Scozia, John Balliol. Moray riuscì velocemente a raccogliere alcuni uomini e si mosse con una guerriglia mordi e fuggi, devastando molti castelli inglesi da Banff a Inverness. L'intera provincia di Moray fu ben presto in rivolta contro gli uomini di Edoardo I e ben presto Moray poté dedicarsi al resto della Scozia.

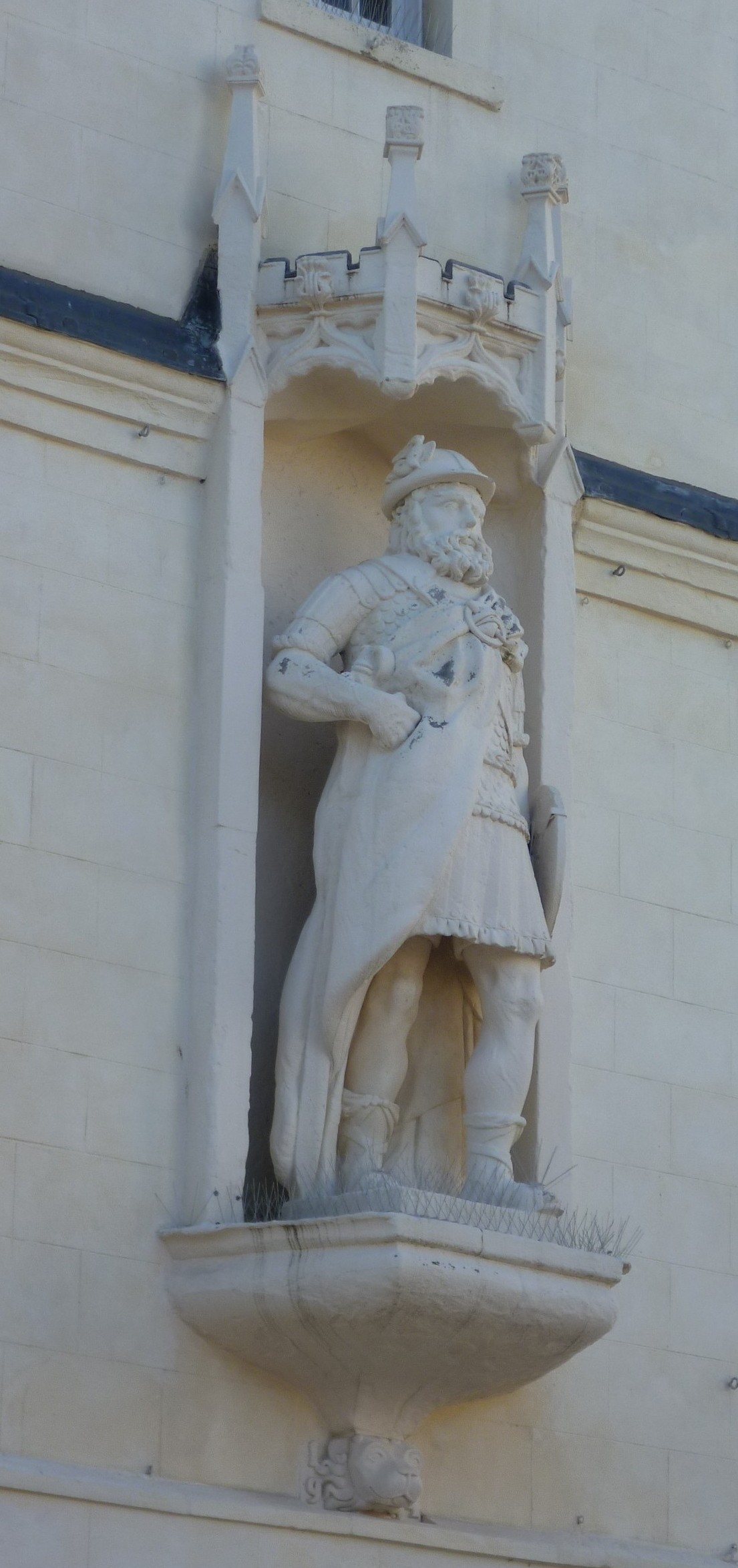
Statua di Wallace a Lanark

Wallace iniziò invece la sua storia nel maggio del 1297, quando uccise Sir William Haselrig, lo sceriffo inglese di Lanark, coi membri della sua guarnigione, aiutato probabilmente da Sir Richard Lundie. Quando la notizia dell'attacco di Wallace si diffuse in Scozia, molti iniziarono a seguirlo. I ribelli vennero supportati da Robert Wishart, vescovo di Glasgow, il quale era favorevole alla cacciata degli inglesi. La benedizione di Wishart diede a Wallace ed ai suoi patrioti un carattere rispettabile dal momento che in precedenza molti erano i nobili che li ritenevano semplicemente dei fuorilegge. A Wallace si unirono ben presto William Douglas the Hardy ed altri.
All'inizio di giugno, Wallace e Douglas pianificarono un attacco per liberare Scone, sede del giustiziere inglese in Scozia, William Ormesby. Fu da Scone, sito sacro per gli scozzesi, che William Ormesby dispensava la giustizia per conto degli inglesi. Ormesby ad ogni modo venne avvisato per tempo dell'imminente assalto di Wallace e riuscì a fuggire.
Quando seppe che tra gli insorti vi erano anche degli aristocratici, Edoardo I, pur impegnato in Francia, inviò dei fanti e dei cavalieri al comando di Sir Henry Percy e Sir Robert Clifford per risolvere il "problema scozzese". Ricevendo un rapporto secondo il quale Sir William Douglas era stato sconfitto, Edoardo scrisse a Robert Bruce, conte di Carrick, di attaccare la fortezza dei Douglas nel Lanarkshire. Portandosi a nord per combattere i Douglas, Bruce iniziò a pensare a quale fosse la cosa giusta da fare ed egli alla fine decise di seguire la causa scozzese, dicendo secondo la tradizione: "Nessun uomo ha con sé carte e sangue invano, e io non sono l'eccezione. Devo seguire il mio popolo e la nazione dove sono nato".
Bruce coi suoi uomini formò una confederazione assieme a James the Steward, Robert Wishart, vescovo di Glasgow e William Douglas. Inglesi e scozzesi si scontrarono nel luglio del 1297 presso Irvine. Apparentemente la rivolta aristocratica venne stroncata ancora prima del suo inizio, ma i capi scozzesi si impegnarono in lunghi e futili negoziati per guadagnare tempo così da consentire a Wallace di organizzare un vero e proprio esercito. Percy e Clifford erano ormai certi di aver schiacciato gli scozzesi e si ritirarono dunque a sud, solo per poi essere seguiti da Wallace e da Moray. Questi divisero le loro forze ed in breve tempo sconfissero il nemico e presero il castello di Dundee.
Mentre assediava il castello di Dundee, Wallace venne a sapere che un esercito inglese stava marciando verso nord, questa volta al comando del conte di Surrey. Wallace e Moray, riunitisi, si disposero presso le Ochil Hills appena sopra il fiume Forth a Stirling e si prepararono allo scontro con gli inglesi in battaglia. A quel tempo, Wallace e Moray avevano entrambi poco meno di trent'anni ma pochi erano pronti a chiamarli eroi.

### Il ponte di Stirling ed il guardiano di Scozia

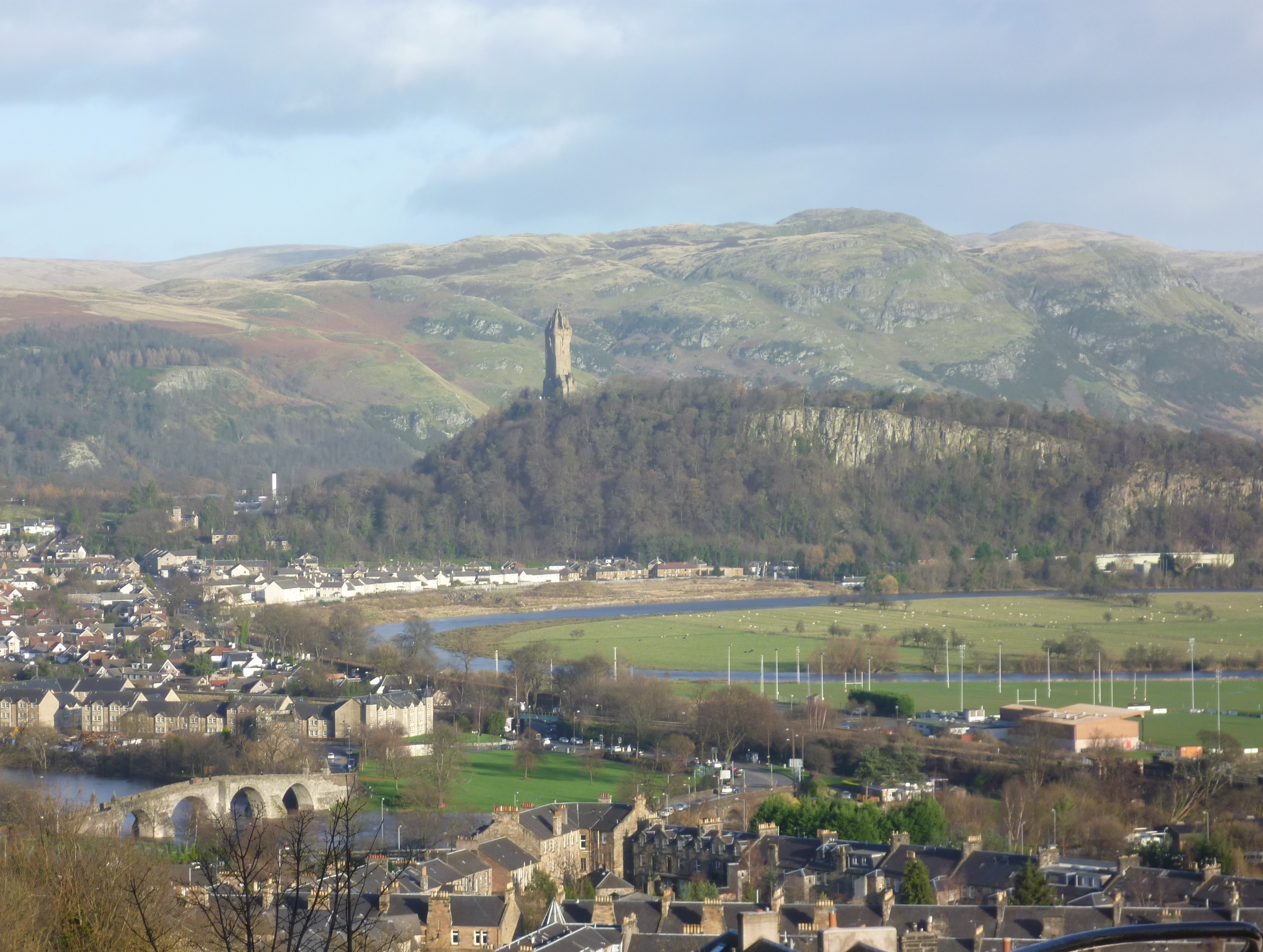
Il sito della Battaglia di Stirling Bridge

L'11 settembre 1297, le forze scozzesi, al comando di Moray e Wallace, si incontrarono con quelle del re d'Inghilterra, comandate da John de Warenne, conte di Surrey, nella Battaglia di Stirling Bridge. L'esercito scozzese si spiegò a nord-est del ponte, e lasciò che l'avanguardia dell'esercito di Surrey l'attraversasse prima di attaccarlo. La cavalleria inglese ebbe un ruolo ineffettivo presso il ponte e molti uomini finirono uccisi. Il ponte cadde quando i rinforzi tentarono di attraversarlo e gli inglesi sul lato opposto abbandonarono il campo di battaglia. Gli scozzesi ebbero perdite relativamente lievi, ma la morte per ferite di Andrew de Moray gettò un profondo sconforto tra essi. Stirling Bridge fu la prima vittoria chiave per gli scozzesi.
Dopo aver scacciato gli inglesi dalla Scozia, Wallace si rivolse all'amministrazione del paese. Una delle sue prime intenzioni era quella di ristabilire i legami commerciali e diplomatici con l'Europa e oltremare come all'epoca di Alessandro III. Negli archivi della città anseatica di Lubecca esiste un documento datato 11 ottobre 1297 e redatto in latino che risulta intestato "Andrew de Moray e William Wallace, capi del regno di Scozia e del reame", segno che il loro ruolo era riconosciuto ormai a livello internazionale
Ad una sola settimana di distanza dalla firma di quel documento, Wallace prese la spada per cercare di organizzare un'invasione dell'Inghilterra. Attraversando il Northumberland, gli scozzesi inseguirono l'esercito inglese a sud. Gli scozzesi devastarono la campagna attorno a Newcastle per poi portarsi nel Cumberland dove misero a ferro e fuoco Cockermouth; prima che Wallace riportasse i suoi uomini nel Northumberland gli scozzesi avevano incendiato 700 villaggi.

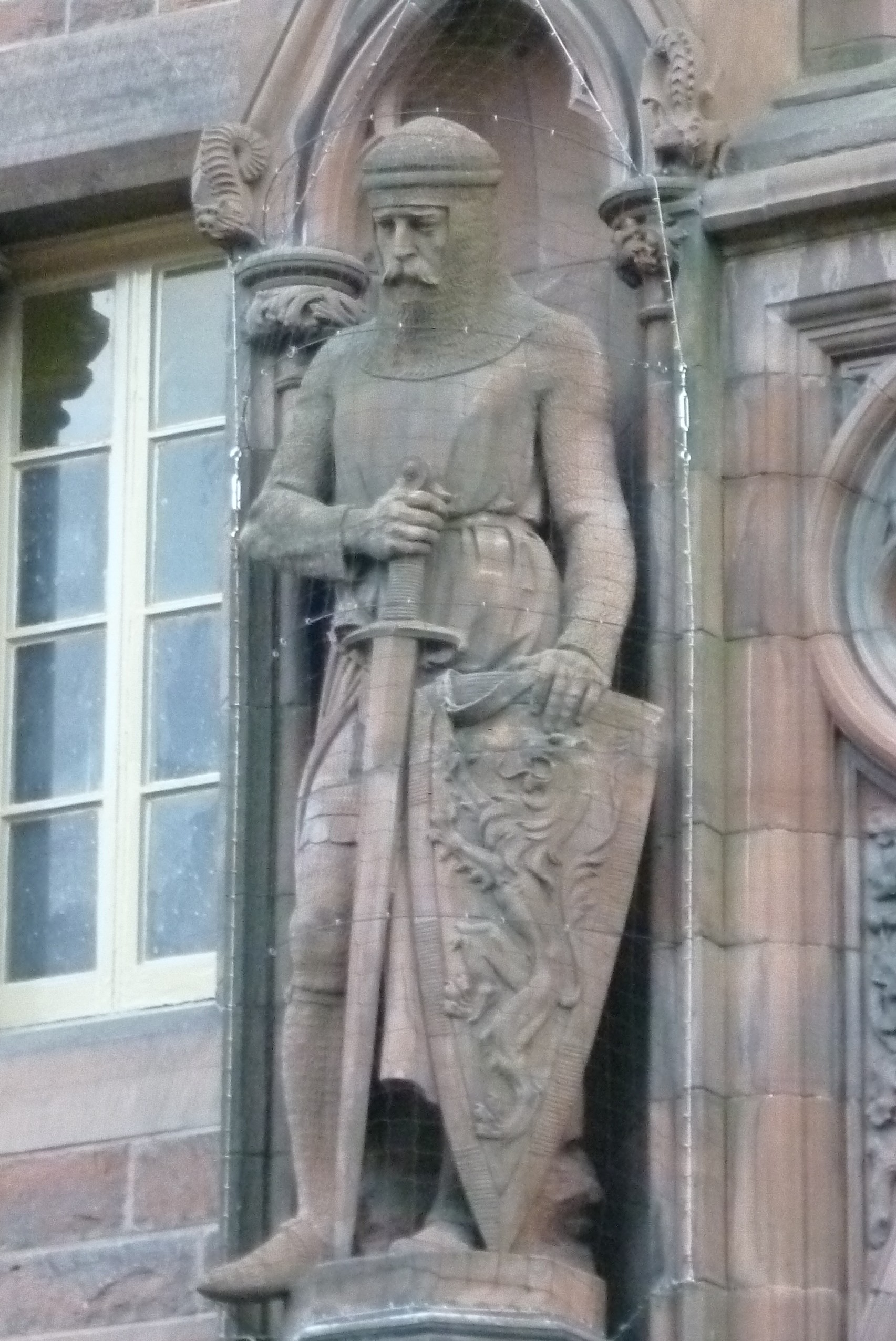
Statua di Wallace realizzata da D. W. Stevenson alla Scottish National Portrait Gallery, Edimburgo

Nel marzo del 1298, Wallace venne creato cavaliere, venendo quindi incluso tra i nobili scozzesi, e nominato Guardiano del Regno di Scozia nel nome del re ormai esiliato John Balliol. Iniziò così i preparativi per un confronto diretto con Edoardo d'Inghilterra.
Nel gennaio del 1298, Filippo IV di Francia siglò una tregua con Edoardo che non includeva lo scenario bellico della Scozia, disertando così i suoi alleati scozzesi. Edoardo ritornò in Inghilterra dalla sua campagna militare in Francia nel marzo di quell'anno e riassemblò il suo esercito. Spostò la sede del suo governo a York ed il 3 luglio invase la Scozia, intenzionato a schiacciare Wallace e quanti con lui erano favorevoli all'indipendenza scozzese. Il 22 luglio, l'esercito di Edoardo attaccò le forze di Wallace presso Falkirk. L'esercito inglese, tecnologicamente più avanzato, ebbe la meglio e gli archi lunghi inglesi decimarono i picchieri di Wallace e la sua cavalleria gettando frecce da grande distanza. Molti scozzesi rimasero uccisi nella Battaglia di Falkirk anche se è impossibile definirne precisamente il numero. Anche se Edoardo non riuscì a sottomettere completamente la Scozia prima di fare ritorno in patria, la reputazione militare di Wallace ne uscì rovinata. Nel dicembre di quell'anno si dimise da guardiano della Scozia.

### Da Falkirk alla fine
Wallace venne succeduto come Guardiano del regno da Robert Bruce e John Comyn insieme, ma i due non riuscirono mai a conciliare le loro differenze e questo causò ulteriori problemi alla situazione politica scozzese. Nel corso del 1299, le pressioni diplomatiche da Francia e Roma persuasero Edoardo a rilasciare John Balliol alla custodia del papa. Il papato condannò inoltre l'invasione di Edoardo della Scozia nonché la sua occupazione territoriale con la bolla Scimus, Fili. La bolla ordinava ad Edoardo di desistere nei suoi attacchi e di iniziare invece dei negoziati con la Scozia, ma Edoardo ignorò la bolla completamente.
William Wallace venne inviato in Europa per cercare di ottenere ulteriori supporti alla causa scozzese. Si portò dapprima in Francia per cercare l'aiuto di Filippo IV e poi a Roma dal pontefice. William Lamberton, vescovo di St Andrews, venne nominato terzo guardiano neutrale tra Bruce e Comyn. Gli scozzesi ripresero il possesso del castello di Stirling.
Nel maggio del 1300, Edoardo I condusse una campagna verso Annandale e Galloway. Col successo degli inglesi a Falkirk, Edoardo si sentì sul punto di conquistare permanentemente la Scozia eliminando tutte le resistenze in loco. Gli inglesi presero il controllo del Castello di Caerlaverock ma, a parte piccole schermaglie non vi furono ulteriori resistenze. In agosto, il papa inviò una lettera nella quale ancora una volta chiese ad Edoardo di ritirarsi dalla Scozia. Per la mancanza di successi immediati, Edoardo concluse una tregua con gli scozzesi il 30 ottobre di quell'anno e fece ritorno in Inghilterra coi suoi uomini.
Sempre in quell'anno, Robert Bruce si dimise dal proprio incarico e venne rimpiazzato da Sir Ingram de Umfraville. Nel maggio del 1301, de Umfraville, John Comyn e William Lamberton diedero tutti le dimissioni congiuntamente e vennero rimpiazzati da Sir John de Soules come solo guardiano. Soules venne nominato in gran parte perché non era schierato con nessuna fazione e si era distinto come patriota. Fu un guardiano particolarmente attivo e fece molti sforzi perché John Balliol potesse ritornare al trono scozzese.
Nel luglio del 1301, Edoardo lanciò la sua sesta campagna militare in Scozia, intenzionato a schiacciare ogni resistenza con due attacchi distinti, con un'armata comandata da suo figlio Edoardo, principe di Galles, e l'altra di maggiore entità al proprio comando personale. Il principe sarebbe passato dalle terre di sudest. Ad ogni modo gli scozzesi al comandi di de Soules e de Umfraville, attaccarono Lochmaben all'inizio di settembre e minacciarono le forze del re a Bothwell. Sebbene Edoardo avesse catturato Bothwell nel settembre di quell'anno ed il principe fosse riuscito a conquistare il castello di Turnberry, Edoardo trascorse l'inverno a Linlithgow. Nel gennaio del 1302, Edoardo si accordò per una tregua di nove mesi.
Fu in questo periodo che Robert Bruce decise di sottomettersi a Edoardo I assieme ad altri nobili che pure erano stati tra i patrioti sino a quel momento. Molte furono le ragioni che spinsero a questa mossa, non ultimo il fatto che Bruce si era trovato a dover subire molti sacrifici personali, denaro e persone di fiducia per John Balliol, senza ottenere risultati sostanziali, per quanto vi fossero delle voci che vedevano Balliol in viaggio con un esercito francese per riportarlo al trono scozzese. Soules supportò invece il ritorno di Balliol con altri nobili, e questo convinse ancora di più Bruce della sua scelta, perché in ogni caso egli non sarebbe riuscito ad ottenere il trono per sé. Oltretutto il padre di Robert, vecchio e malato, aveva chiesto al figlio di firmare una tregua con Edoardo che stava sempre più trionfando sugli scozzesi, evitandogli così di perdere tutto (titoli, terre e probabilmente la vita). Edoardo dal canto suo necessitava di alleati in Scozia in quanto sul suo capo pesava oltre alla scomunica papale anche il terrore di una possibile invasione francese da sud.
È interessante notare quindi come Robert Bruce inviasse una lettera ai monaci dell'Abbazia di Melrose nel marzo del 1302 nella quale si scusava per l'aver richiamato i monaci a servire nel suo esercito, ribadendo la sua sottomissione a Edoardo con la specifica che "mai più" avrebbe convocato i monaci a servire nelle armate sino a quando non fosse stato creato un "unico esercito per tutto il reame”, per la difesa nazionale.
Ancor più della defezione di Bruce, però, sugli scozzesi pesava la mancanza di aiuti da parte di Filippo IV di Francia e poi del papa. Filippo stava del resto fronteggiando una rivolta interna al proprio regno il che rendeva ancora più complesso per lui fornire aiuti agli scozzesi, ancor più quando la firma della pace con l'Inghilterra escluse lo scenario di guerra scozzese, per quando gli stessi scozzesi avessero fatto pressione con una delegazione a Parigi per richiedere esplicitamente che tale punto venisse rispettato.
Nel novembre del 1302, quando la tregua temporanea tra scozzesi e inglesi si concluse, Edoardo ritardò la leva militare sino a primavera. In quell'inverno, ad ogni modo, inviò Sir John Segrave ed un esercito a compiere delle spedizioni nell'area ad ovest di Edimburgo. Il gruppo venne attaccato da Comyn e da Simon Fraser. L'attacco degli scozzesi portò alla cattura di molti soldati inglesi ed al ferimento di Segrave, anche se questi venne comunque salvato dai suoi.
Edoardo I, per quanto sconfitto in questa frase, con la sigla della pace con la Francia era ora libero da ogni problematica e per questo organizzò i preparativi per la conquista finale della Scozia, dando inizio all'invasione a metà di maggio del 1303. Ancora una volta il suo esercito venne diviso in due parti, una sotto il suo comando e l'altra sotto quella di suo figlio il principe di Galles. Edoardo avanzò ad est e suo figlio entrò in Scozia da ovest, ma la sua avanzata venne fermata in più punti da Wallace. Re Edoardo raggiunse Edimburgo nel giugno di quell'anno, e marciò quindi verso Linlithgow, Stirling e Perth. Comyn, con una piccola forza al suo comando, non poteva sperare da solo di sconfiggere le forze di Edoardo. Il sovrano inglese rimase a Perth sino al luglio di quell'anno e quindi procedette attraverso Dundee, Montrose e Brechin, verso Aberdeen, giungendovi in agosto. Da qui marciò verso Moray, continuando per Badenoch e poi verso Dunfermline dove rimase per l'inverno.
All'inizio del 1304, Edoardo condusse un attacco che fece desistere le forze di Fraser e Wallace. Con l'intero paese ora sottomesso, i capi scozzesi si arresero ad Edoardo nel febbraio di quell'anno, ad eccezione di Wallace, Fraser e Soules (quest'ultimo si trovava in Francia). I termini della sottomissione vennero negoziati il 9 febbraio da John Comyn, il quale si era rifiutato di accettare una resa incondizionata, ma chiese che i prigionieri di ambo le parti venissero rilasciati dietro pagamento e che Edoardo si accordasse per non condurre rappresaglie nei confronti degli scozzesi. Le leggi e i privilegi della Scozia sarebbero stati riportati ai tempi di re Alessandro III ed ogni loro modifica da parte dell'Inghilterra sarebbe stata soggetta a giudizio dei nobili scozzesi.
Ad eccezione di William Wallace e di John de Soules, sembrava che tutti avessero dimenticato ormai la guerra indipendentista e questo era comprensibile perché, per quanto sconfitti, i nobili scozzesi, sulla base dei termini negoziati, avevano sostanzialmente potuto mantenere una certa indipendenza, il ritorno alle antiche convenzioni e la possibilità di riscattare i loro beni dietro pagamento, fatto che rendeva tutti pressoché possibilitati a farlo.
De Soules rimase all'estero, rifiutando comunque la resa. Wallace rimase in Scozia e, a differenza di tutti gli altri nobili e vescovi, si rifiutò di tributare il proprio omaggio ad Edoardo. Con i suoi continui rifiuti, Wallace era divenuto inconsapevolmente il capro espiatorio di Edoardo che necessitava quindi di un esempio sommo da anteporre a tutti coloro che cercavano di resistere agli inglesi. Per metterlo in difficoltà, Edoardo decise che né James Stewart, né de Soules e nemmeno Sir Ingram de Umfraville avrebbero potuto fare ritorno in Scozia sino a quando Wallace non si fosse arreso, e Comyn, Alexander Lindsay, David Graham e Simon Fraser si diedero alla sua caccia.
Nel maggio di quell'anno, avendo eliminato gran parte dell'opposizione scozzese, Edoardo rivolse la sua attenzione al castello di Stirling, ponendovi assedio con grande determinazione. Dopo tre mesi di bombardamenti con ogni sorta di ingegneria d'assedio il castello ancora resisteva e ad Edoardo venne offerta la resa, che egli prontamente rifiutò. Egli decise di bombardare il castello col "Warwolf", il suo nuovo trabucco. Dopo un giorno, i difensori, col castello ormai distrutto, decisero di sottomettersi coi cinquanta uomini rimasti.
Nel frattempo, mentre Robert Bruce manteneva la sua lealtà ad Edoardo, portava avanti segretamente le proprie ambizioni personali e, mentre assisteva Edoardo nella formazione del nuovo governo scozzese, Bruce e William Lamberton fecero insieme un patto di "eterna alleanza e amicizia contro tutti gli uomini", con la clausola che se uno dei due avesse rotto il patto avrebbe dovuto pagare all'altro la somma di 10 000 sterline.
Nel maggio del 1305 i nobili scozzesi pagarono il loro omaggio a Edoardo. Il conte di Richmond, nipote di Edoardo, venne nominato a capo del governo scozzese e prese il controllo dei castelli di Roxburgh e Jedburgh, decretando che la giustizia sarebbe di volta in volta stata amministrata da due giudici, uno inglese e uno scozzese, affiancati per ciascuna causa. Le forze militari locali sarebbero state dirette da sceriffi e conestabili inglesi e scozzesi in parti eguali. Venne nominato anche un consiglio per assistere il conte di Richmond che includeva Bruce, Comyn e Lamberton. Per quanto gli scozzesi partecipassero attivamente al governo del paese, ad ogni modo, il vero potere risiedeva nelle mani degli inglesi.
Mentre tutto ciò accadeva, William Wallace venne infine catturato a Robroyston presso Glasgow il 3 agosto 1305. Inviato agli inglesi da Sir John Menteith il quale dispose di legarlo ad un cavallo e di farlo girare per la campagna scozzese sino a Londra dove si tenne un processo pubblico e dove le autorità inglesi alla fine decretarono la sua condanna a morte il 23 agosto 1305, ad Elms of Smithfield nella maniera prevista per i traditori. Egli venne impiccato, sventrato e squartato, e la sua testa posta su una picca esposta al Ponte di Londra. Il governo inglese dispose che i suoi resti fossero esposti in pezzi a Newcastle, Berwick, Stirling e Perth.

## Robert Bruce, re degli scozzesi

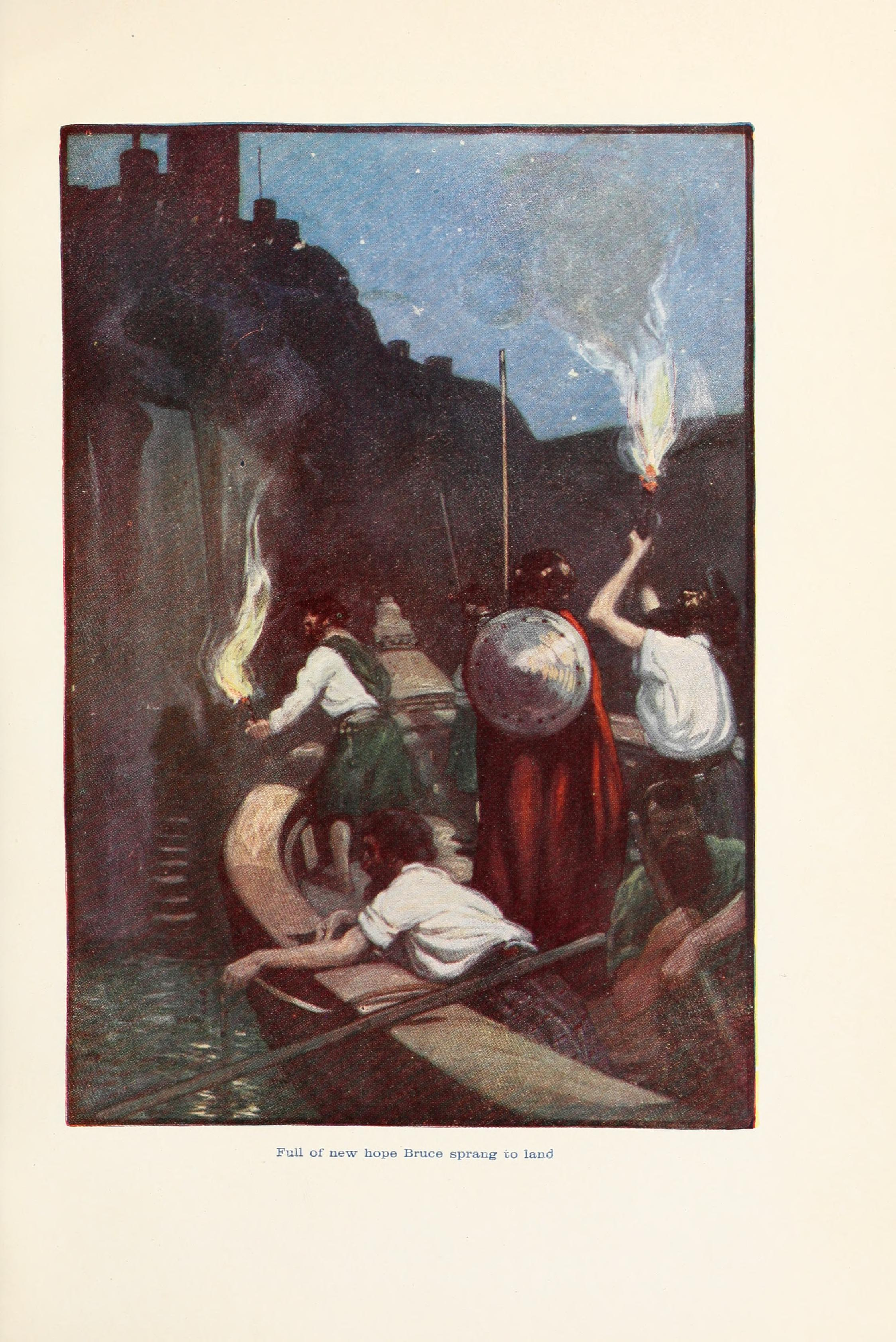
Lo sbarco di Bruce in Scozia

### La scintilla di Dumfries
Il 15 settembre 1305, il parlamento inglese si incontrò coi rappresentanti scozzesi per decidere le sorti del governo scozzese. Fu a questo punto che Edoardo chiese inaspettatamente a Robert Bruce di porre il suo Castello di Kildrummy in "maniera decorosa". Questa affermazione suggeriva che Edoardo sospettasse Robert di poca fedeltà nei suoi confronti e che anzi egli stesse tramando alle sue spalle. Bruce, come conte di Carrick e VII lord di Annandale, disponeva di vasti possedimenti e proprietà sia in Scozia che in Inghilterra, e poteva vantare delle pretese al trono scozzese. Egli aveva inoltre una grande famiglia da proteggere. Oltre alla moglie Elizabeth ed alla figlia Marjory, abitavano con lui i suoi fratelli, Edward, Alexander, Thomas e Nigel, e le sue sorelle, Christiana, Isabel (regina di Norvegia), Margaret, Matilda e Mary, oltre ai suoi nipoti Domhnall II, conte di Mar e Thomas Randolph. Se avesse raggiunto il trono scozzese, il paese avrebbe nuovamente dovuto affrontare delle guerre.
Il patto che Bruce aveva concluso con Lamberton era venuto allo scoperto ed i sospetti degli inglesi si stavano risvegliando sempre più frequentemente. Comyn si incontrò con Bruce in una conferenza segreta nella quale quest'ultimo propose, per prevenire futuri scontri in patria, di restaurare tutti i privilegi scozzesi. Comyn dal canto suo avrebbe supportato le pretese di Bruce al trono ed avrebbe ricevuto le terre dei Bruce come compensazione. Per ragioni a noi sconosciute (probabilmente per il desiderio di mettere in cattiva luce un rivale), Comyn rivelò i termini di questa cospirazione ad Edoardo d'Inghilterra. Bruce all'epoca si trovava alla corte inglese e non appena venne a conoscenza di questa rivelazione venne costretto a fuggire in Scozia.
Bruce giunse a Dumfries e vi trovò Comyn. In un incontro privato con Comyn tenutosi il 6 febbraio 1306 alla chiesa dei frati grigi, Bruce tentò di riapprocciarsi a Comyn, ma questi rifiutò di assoggettarglisi. Furioso, Bruce prese il suo pugnale e si scagliò contro l'avversario, ferendolo ma non uccidendolo. Bruce si diede alla fuga nella chiesa, ma non appena i suoi assistenti, Kirkpatrick e Lindsay, sentirono le grida dall'interno, decisero di entrare e trovarono che Comyn era ancora vivo, e così lo uccisero. Bruce ed il suo seguito costrinsero dunque i giudici inglesi locali ad arrendere i loro castelli alle forze scozzesi. Bruce capì di non avere altra alternativa che riscattare il suo paese con una guerra che lo avrebbe consacrato sovrano oppure condurre una vita da fuggitivo come aveva fatto Wallace, col rischio poi di finire sul patibolo una volta rimasto senza alleati. L'assassinio di Comyn in chiesa fu un atto sacrilego che valse a Bruce una scomunica. Ad ogni modo il suo patto con Lamberton ed il supporto della chiesa scozzese che si dichiarò pronta a seguirlo malgrado le indicazioni di Roma, diedero prova di essere un punto chiave della sua politica per la conquista del trono scozzese.

### L'incoronazione
Bruce si portò a Glasgow e si incontrò col vescovo locale, Robert Wishart. Al posto di scomunicare Bruce, Wishart lo assolse e smosse la popolazione in suo aiuto. Insieme si portarono dunque a Scone, dove vennero raggiunti da Lamberton e da altri prelati e nobili. A meno di sette settimane dall'uccisione a Dumfries, nell'Abbazia di Scone, il 25 marzo 1306, Robert Bruce venne incoronato re Roberto I di Scozia.
Egli iniziò quindi una nuova campagna per liberare il suo regno. Battaglia dopo battaglia le sue forze continuavano a crescere, incoraggiate in parte dalla morte di Edoardo I nel luglio del 1307 ed in parte dalla vittoria scozzese nella Battaglia di Bannockburn nel 1314.
Nel 1320, la Dichiarazione di Arbroath venne inviata da un gruppo di nobili scozzesi al papa affermando ufficialmente l'indipendenza scozzese dall'Inghilterra. Simili dichiarazioni vennero inviate dal clero e da Roberto I. Nel 1327, Edoardo II d'Inghilterra venne deposto e ucciso. L'invasione dell'Inghilterra da parte di Robert Bruce costrinse Edoardo III d'Inghilterra a siglare il Trattato di Edimburgo-Northampton il 1º maggio 1328, col quale venne ufficialmente riconosciuta l'indipendenza della Scozia e Bruce come nuovo sovrano. Per suggellare ulteriormente il patto, il figlio ed erede di Robert, David, sposò la sorella di Edoardo III.